# بهار (فیلم ۱۳۶۴)
بهار فیلمی به کارگردانی و نویسندگی ابوالفضل جلیلی و تهیه‌کنندگی ناصر پزشکی ساخته سال ۱۳۶۴ است.
این فیلم در چهارمین دوره جشنواره فیلم فجر برنده جایزه ویژه هیئت داوران بهترین فیلم و دیپلم افتخار بهترین بازیگر نوجوان شده‌است.

## خلاصه داستان
در جنگ ایران و عراق، حامد که پدر و مادر خود را در بمباران و اشغال بستان گم کرده‌است، به اردوگاه مهاجران جنگی در شمال کشور منتقل می‌شود. جنگلبان پیری، که سال‌ها پیش همسرش را از دست داده‌است، عهده‌دار مراقبت از او می‌شود. به زودی رابطه‌ای عاطفی میان آن دو برقرار می‌شود و کودک پیرمرد را در کارهایش یاری می‌دهد و هنگامی که خبر آزاد سازی بستان را از رادیو می‌شنود شاد و خندان از بستر برمی‌خیزد.